# Begonia montana
Espèce
Synonymes
- Begonia gehrigeri L.B.Sm.[1]
- Begonia trapa L.B.Sm. & B.G.Schub.[1]
- Casparya montana A. DC.[2]
- Casparya montana A.DC.[1]

Begonia montana est une espèce de plantes de la famille des Begoniaceae. Ce bégonia est originaire du Venezuela. L'espèce fait partie de la section Casparya. Elle a été décrite en 1859 sous le basionyme de Casparya montana par Alphonse Pyrame de Candolle (1806-1893), puis elle a été recombinée dans le genre Begonia en 1894 par Otto Warburg (1859-1938). L'épithète spécifique montana signifie « des montagnes ».

## Répartition géographique
Cette espèce est originaire du pays suivant : Venezuela.